# Uros Vico
Uros Vico (ur. 19 lutego 1981 w Splicie) – włoski tenisista pochodzenia bałkańskiego.

## Kariera tenisowa
Karierę zawodową Vico rozpoczął w 1998 roku.
W grze pojedynczej wygrał dwa turnieje kategorii ATP Challenger Tour, w 2004 roku w Recanati i w 2006 roku w Togliatti. Oba turnieje rozgrywane były na nawierzchni twardej.
W grze podwójnej Vico zwyciężył w ośmiu zawodach z cyklu ATP Challenger Tour. W turniejach ATP World Tour osiągnął jeden finał, w 2004 roku w Metzu w parze z Ivanem Ljubičiciem.
W rankingu gry pojedynczej Vico najwyżej był na 166. miejscu (26 lipca 2004), a w klasyfikacji gry podwójnej na 80. pozycji (8 sierpnia 2005).

### Finały w turniejach ATP World Tour
| Nazwa                         |
| ----------------------------- |
| Wielki Szlem                  |
| Igrzyska olimpijskie          |
| Tennis Masters Cup            |
| ATP Masters Series            |
| ATP International Series Gold |
| ATP International Series      |

#### Gra podwójna (0–1)
| Końcowy wynik | Nr | Data                 | Turniej | Nawierzchnia  | Partner       | Przeciwnicy                  | Wynik finału |
| ------------- | -- | -------------------- | ------- | ------------- | ------------- | ---------------------------- | ------------ |
| Finalista     | 1. | 17 października 2004 | Metz    | Twarda (hala) | Ivan Ljubičić | Arnaud Clément Nicolas Mahut | 2:6, 6:7(8)  |